# Беласица (Крушевац)
Беласица је насељено место града Крушевца у Расинском округу. Према попису из 2022. има 240 становника (према попису из 2011. било је 339 становника).

## Демографија
У насељу Беласица живи 311 пунолетних становника, а просечна старост становништва износи 41,1 година (39,4 код мушкараца и 42,8 код жена). У насељу има 94 домаћинства, а просечан број чланова по домаћинству је 4,28.
Ово насеље је у потпуности насељено Србима (према попису из 2002. године), а у последња три пописа, примећен је пад у броју становника.
|  |

| Демографија | Демографија | Демографија |
| Година      | Становника  | Становника  |
| ----------- | ----------- | ----------- |
| 1948.       | 545         |             |
| 1953.       | 578         |             |
| 1961.       | 569         |             |
| 1971.       | 560         |             |
| 1981.       | 506         |             |
| 1991.       | 448         | 419         |
| 2002.       | 402         | 445         |
| 2011.       | 339         |             |
| 2022.       | 240         |             |

| Етнички састав према попису из 2002.‍ | Етнички састав према попису из 2002.‍ | Етнички састав према попису из 2002.‍ | Етнички састав према попису из 2002.‍ | Етнички састав према попису из 2002.‍ |
| ------------------------------------ | ------------------------------------ | ------------------------------------ | ------------------------------------ | ------------------------------------ |
|                                      |                                      |                                      |                                      |                                      |
| Срби                                 | Срби                                 |                                      | 402                                  | 100,0%                               |
| непознато                            | непознато                            |                                      | 0                                    | 0,0%                                 |

| Година пописа     | 1948. | 1953. | 1961. | 1971. | 1981. | 1991. | 2002. |
| ----------------- | ----- | ----- | ----- | ----- | ----- | ----- | ----- |
| Број домаћинстава | 98    | 99    | 112   | 117   | 114   | 103   | 94    |

| Број чланова      | 1  | 2  | 3 | 4  | 5 | 6  | 7  | 8 | 9 | 10 и више | Просек |
| ----------------- | -- | -- | - | -- | - | -- | -- | - | - | --------- | ------ |
| Број домаћинстава | 12 | 18 | 9 | 12 | 7 | 19 | 11 | 2 | 3 | 1         | 4,28   |

| Пол    | Укупно | Неожењен/Неудата | Ожењен/Удата | Удовац/Удовица | Разведен/Разведена | Непознато |
| ------ | ------ | ---------------- | ------------ | -------------- | ------------------ | --------- |
| Мушки  | 160    | 25               | 121          | 12             | 2                  | 0         |
| Женски | 171    | 16               | 121          | 30             | 4                  | 0         |
| УКУПНО | 331    | 41               | 242          | 42             | 6                  | 0         |

| Пол    | Укупно                    | Пољопривреда, лов и шумарство | Рибарство                            | Вађење руде и камена | Прерађивачка индустрија       |
| ------ | ------------------------- | ----------------------------- | ------------------------------------ | -------------------- | ----------------------------- |
| Мушки  | 107                       | 78                            | 0                                    | 0                    | 11                            |
| Женски | 58                        | 49                            | 0                                    | 0                    | 3                             |
| УКУПНО | 165                       | 127                           | 0                                    | 0                    | 14                            |
| Пол    | Производња и снабдевање   | Грађевинарство                | Трговина                             | Хотели и ресторани   | Саобраћај, складиштење и везе |
| Мушки  | 1                         | 6                             | 3                                    | 1                    | 2                             |
| Женски | 0                         | 0                             | 2                                    | 0                    | 0                             |
| УКУПНО | 1                         | 6                             | 5                                    | 1                    | 2                             |
| Пол    | Финансијско посредовање   | Некретнине                    | Државна управа и одбрана             | Образовање           | Здравствени и социјални рад   |
| Мушки  | 0                         | 0                             | 2                                    | 0                    | 0                             |
| Женски | 1                         | 2                             | 0                                    | 1                    | 0                             |
| УКУПНО | 1                         | 2                             | 2                                    | 1                    | 0                             |
| Пол    | Остале услужне активности | Приватна домаћинства          | Екстериторијалне организације и тела | Непознато            | Непознато                     |
| Мушки  | 2                         | 0                             | 0                                    | 1                    | 1                             |
| Женски | 0                         | 0                             | 0                                    | 0                    | 0                             |
| УКУПНО | 2                         | 0                             | 0                                    | 1                    | 1                             |